# Montabon
Montabon korábbi község Franciaország Loire mente régiójában, Sarthe megyében. 2016. október 1-jén Château-du-Loir és Vouvray-sur-Loir korábbi községgel egyesült és az így létrejött Montval-sur-Loir új község része lett.
Lakosainak száma 721 fő (2018. január 1.). Montabon Luceau, Vaas, La Bruère-sur-Loir, Château-du-Loir, Dissay-sous-Courcillon, Lavernat és Nogent-sur-Loir községekkel határos.

## Népesség
A település népességének változása:
| Lakosok száma | 799  | 727  | 721  |
|               | 2013 | 2017 | 2018 |